# Roman Catholic Relief Act 1829
O Ato de Ajuda Católica de 1829, (em inglês:  Roman Catholic Relief Act 1829) foi aprovada pelo Parlamento do Reino Unido em 24 de março de 1829 e recebeu Sanção Real em 13 de abril. Foi a culminação do processo de Emancipação Católica no Reino Unido e na Irlanda revogou as últimas leis penais. Sua aprovação foi o resultado de uma campanha realizada pelo advogado irlandês e então recentemente eleito para formar parte da Câmara dos Comuns, Daniel O'Connell.
O ato permitia aos católicos ter um assento no parlamento. Esta condição era crucial já que Daniel O'Connell ganhou um assento nas eleições do Condado de Clare, mas sob a lei britânica, ele era proibido (dada a sua religião) de ocupar seu lugar em Westminster. Sir Robert Peel, o Secretário de Interior, que se opunha à emancipação em toda sua carreira (e tinha, em 1815, desafiado a O'Connell para um duelo) foi forçado a concluir: "ainda que a emancipação era um grande perigo, a revolta civil era um ainda maior". Temendo uma revolução na Irlanda, Peel escreveu a Proposta de Lei de Ajuda Católica e a tramitou através da Câmara dos Comuns. Para vencer a oposição tanto da Câmara dos Lordes e do Rei Jorge IV, o Duque de Wellington trabalhou para assegurar sua aprovação na Câmara dos Lordes e ameaçou renunciar como primeiro-ministro se o Rei não outorgasse a Sanção Real.
De qualquer maneira, o Ato de Ajuda Católica era um compromisso e efetivamente lhes era negado o direito a votar nos camponeses e agricultores católicos da Irlanda. O ato quintuplicou o requisito econômico para votar. Começando em 1793, qualquer homem que arrendasse ou possuísse terras com um valor de ao menos quarenta xelins (o equivalente a duas libras esterlinas), tinha direito ao voto. Sob o Ato de Ajuda Católica, essa quantidade foi aumentada para dez libras.